# Iolaus lekanion
Iolaus lekanion är en fjärilsart som beskrevs av Druce 1892. Iolaus lekanion ingår i släktet Iolaus och familjen juvelvingar. Inga underarter finns listade i Catalogue of Life.